# The Fantastic Expedition of Dillard & Clark
The Fantastic Expedition of Dillard & Clark é um álbum de country rock da dupla Dillard & Clark. O álbum foi gravado em 1968, pouco depois de Gene Clark saiu dos Byrds, pela segunda vez, e Doug Dillard deixou o Dillards. O álbum é saudado pelos críticos e músicos como uma obra-prima única na intersecção do country rock e americana.

## História
O álbum de estréia de Gene Clark com os Gosdin Brothers, foi um fracasso comercial. Após a demissão de David Crosby dos Byrds, Clark voltou à sua banda anterior, mas depois de realizar apenas três shows, ele deixou a turnê devido a suas ansiedades e medo de voar. Ele então assinou com a A&M Records e começou as sessões para seu álbum de estréia em sua nova gravadora com o instrumentista Douglas Dillard. Bernie Leadon co-escreveu seis das músicas e também se apresentou no álbum. Devido à recusa de Clark em fazer uma turnê, uma curta série de shows no The Troubadour em Los Angeles foi a única promoção para o álbum e, como resultado, também foi um fracasso comercial.

## Recepção
O crítico musical Matthew Greenwald, escrevendo para Allmusic, chamou o álbum de "talvez a gravação mais brilhante de Clark... Graciosa, fascinante e de bom gosto, tudo ao mesmo tempo. Absolutamente essencial".

## Faixas

### Lado A
- 1 "Out on the Side" (Gene Clark) – 3:49

- 2 "She Darked the Sun" (Clark, Bernie Leadon) – 3:10

- 3 "Don't Come Rollin'" (Clark, Douglas Dillard, Leadon) – 2:54

- 4 "Train Leaves Here This Morning" (Clark, Leadon) – 3:49

### Lado B
- 1 "With Care from Someone" (Clark, Dillard, Leadon) – 3:49

- 2 "The Radio Song" (Clark, Leadon) – 3:01

- 3 "Git It on Brother" (Lester Flatt) – 2:51

- 4 "In the Plan" (Clark, Dillard, Leadon) – 2:08

- 5 "Something's Wrong" (Clark, Dillard) – 2:57

As seguintes faixas bônus foram incluídas nas reedições do CD do álbum:
- 1 "Why Not Your Baby" (Clark) – 3:41

- 2 "Lyin' Down the Middle" (Smith, Clark) – 2:17[3]

- 3 "Don't Be Cruel" (Elvis Presley, Otis Blackwell) – 1:53

## Créditos

### Músicos
- Gene Clark - guitarra, gaita, vocais
- Doug Dillard - banjo, violino, violão
- Bernie Leadon - banjo, violão
- David Jackson - contrabaixo
- Donald Beck - bandolim, fretted dobro
- Andy Belling - cravo elétrico (5,6,8)

Chris Hillman - bandolim (7,9)
- Joel Larson - bateria (1).

### Produção
- Larry Marks - produtor
- Dick Bogert - engenheiro de áudio
- Tom Wilkes - direção de arte
- Guy Webster - fotografia
- Bob Garcia - encarte[4]